# Pierrefitte-en-Cinglais
Pierrefitte-en-Cinglais è un comune francese di 257 abitanti situato nel dipartimento del Calvados nella regione della Normandia.

## Società

### Evoluzione demografica
Abitanti censiti